# Mogadore
Mogadore è un villaggio degli Stati Uniti d'America, situato nello stato dell'Ohio, diviso tra la contea di Summit e la contea di Portage.